# Canthocamptus kalima
Canthocamptus kalima är en kräftdjursart som beskrevs av Delachaux 1923. Canthocamptus kalima ingår i släktet Canthocamptus och familjen Canthocamptidae. Inga underarter finns listade i Catalogue of Life.